# 菅沢重雄

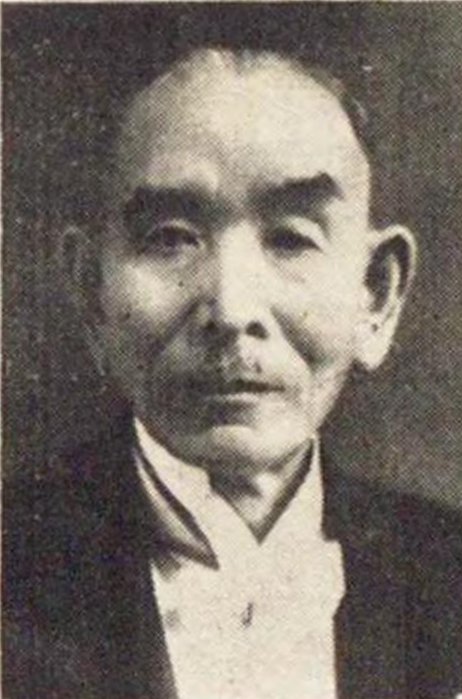
菅沢重雄

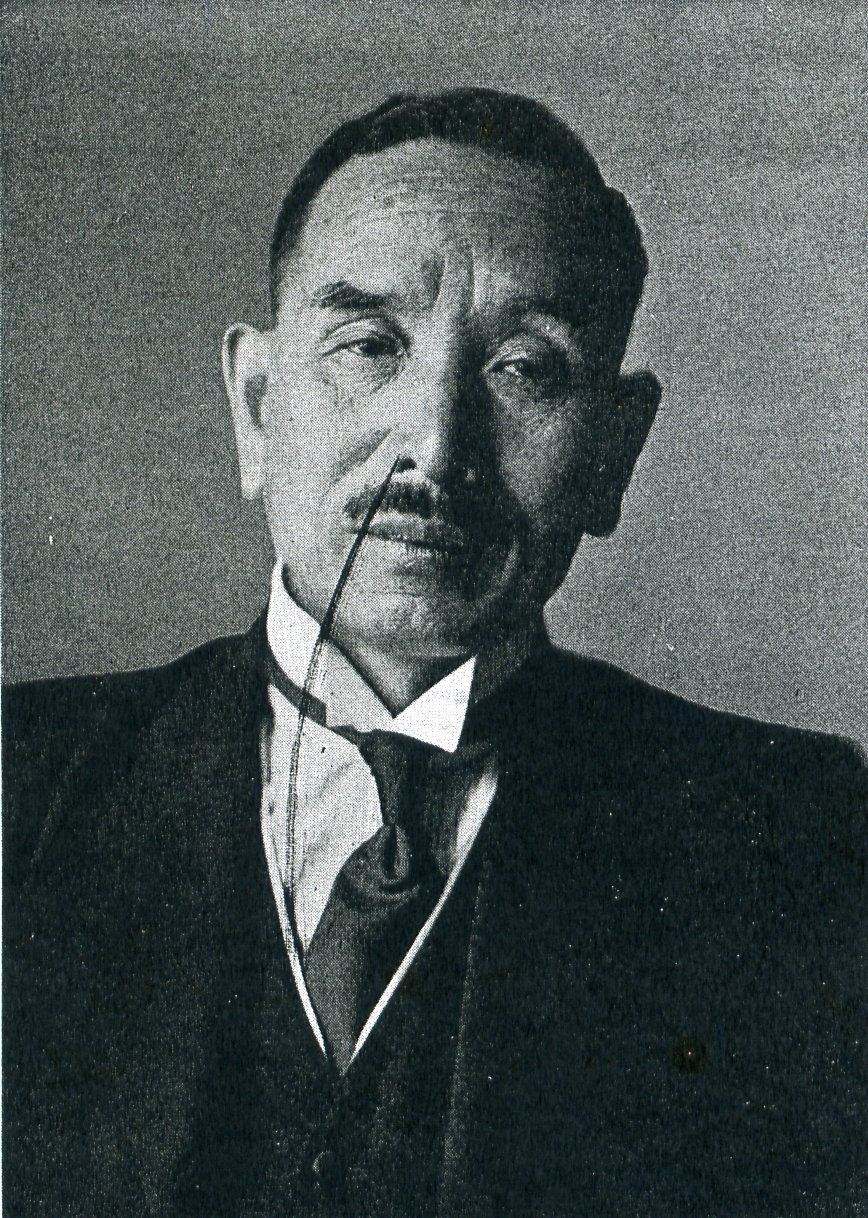
菅沢重雄

菅沢 重雄（菅澤、すがさわ しげお、1870年5月20日（明治3年4月20日） - 1956年（昭和31年）1月7日）は、明治時代後期から昭和時代の政治家。実業家。銀行家。衆議院議員。貴族院多額納税者議員。千葉県香取郡久賀村長。

## 経歴
千葉県香取郡、のちの久賀村（現多古町）出身。菅原惣兵衛の長男として生まれ、1893年（明治26年）家督を相続する。農業を営む。
1896年（明治29年）以降、千葉県会議員、香取郡会議員、千葉県山林会、大日本山林会各評議員、久賀村長、郡所得税調査委員、郡宅地価修正委員長のほか、東京成徳高等女学校、東京商業女学校各校長、多古銀行、佐原興業銀行各頭取、日本畜産商事、渋谷急行電鉄、松戸畜産各社長を歴任した。ほか、佐原興業銀行、総武銀行、栗山電灯各取締役を務めた。
1904年（明治37年）3月の第9回衆議院議員総選挙では千葉県郡部から出馬し当選。衆議院議員を1期務めた。
1926年（大正15年）5月には千葉県多額納税者として補欠選挙で貴族院議員に互選され、同年5月8日に就任し1932年（昭和7年）9月28日まで務めた。その後、1939年（昭和14年）9月、貴族院議員に再選し、同年9月29日に就任し、1947年（昭和22年）5月2日の貴族院廃止まで務めた。1953年（昭和28年）、藍綬褒章を受章。